# بئاتریس سیسیلی، ملکه لاتین
بئاتریس سیسیلی، ملکه لاتین (انگلیسی: Beatrice of Sicily, Latin Empress)، دختر شارل یکم، پادشاه ناپولی و همسرش بئاتریس بود که پس از توافق بالدوین دوم امپراتور لاتین با پدرش، به ازدواج پسرش فیلیپ درآمد و عنوان ملکهٔ اسمی قسطنطنیه را دریافت کرد. وی از فیلیپ صاحب یک دختر به عنوان کاترین شد.